# Ringo e Gringo contro tutti
Pour plus de détails, voir Fiche technique et Distribution.
Ringo e Gringo contro tutti est une comédie italienne sortie en 1966, réalisée par Bruno Corbucci.

## Synopsis
Isolés de leurs camarades, deux soldats sudistes croient que la guerre civile n'est pas finie, et peu s'en faut qu'ils ne la fassent recommencer.

## Fiche technique
- Titre : Ringo e Gringo contro tutti
- Genre : comédie
- Réalisation : Bruno Corbucci
- Scénario : Vittorio Vighi, Mario Guerra, Renzo Tarabusi, Giulio Scarnicci
- Production : European
- Photographie : Alfonso Nieva, Sandro D'Eva
- Montage : Franco Attenni
- Musique : Gianni Ferrio
- Décors : José Luis Galicia, Jaime Pérez Cubero
- Année de sortie : 1966
- Langue : italien
- Pays :  Italie
- Distribution en Italie : Warner Bros.

## Distribution
- Raimondo Vianello : Sergent Gringo
- Lando Buzzanca : Soldat Ringo
- Rafael Albaicín
- Mario De Simone
- Mario Castellani : shérif
- Santiago Rivero
- Miguel Del Castillo
- Giovanna Lenzi : Stella
- Alfonso Rojas : général
- Emilio Rodríguez : président
- Mónica Randall : Carolina
- María Martín : Virginia
- Gino Buzzanca : mexicain